# Reflux (scheikunde)

Reflux-opstelling

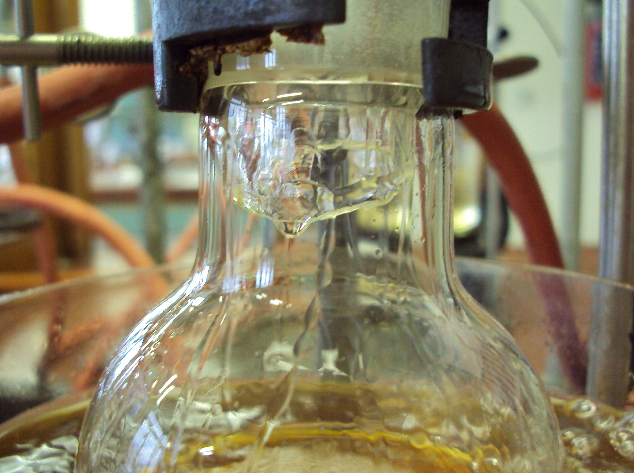
Gedetailleerde opname van een reflux, waarbij het terugdruppelen van het reactiemengsel vanaf de bolkoeler duidelijk zichtbaar is.

Reflux is een techniek gebruikt in de scheikunde waarbij een mengsel wordt verwarmd tot koken en de ontstane damp wordt gecondenseerd tot vloeistof en vervolgens weer teruggevoerd in het systeem. De benaming is afgeleid van het Latijnse refluere, hetgeen terugvloeien betekent.

## Reflux in de organische synthese
Een refluxopstelling wordt algemeen gebruikt in de organische synthese. In het algemeen geldt dat een hogere temperatuur in een reactiemengsel zorgt voor een hogere reactiesnelheid. De reagentia (de met elkaar te reageren stoffen) bezitten bij hogere temperatuur een hogere kinetische energie waardoor effectieve botsingen vaker plaatsvinden. Zo kunnen ze bij hogere temperatuur sneller met elkaar reageren. Door het oplosmiddel te koken, zou dit echter door verdamping uit de kolf verdwijnen. Door echter een koeler op de kolf te plaatsen, condenseert het oplosmiddel weer terug van gasvorm naar vloeibare vorm. De koeler zorgt er zo voor dat er geen oplosmiddel of reactieproduct ontsnapt, maar condenseert en terug in de kolf drupt. Een stop is hier niet bruikbaar omdat er een te hoge druk zou ontstaan en de kolf zou kunnen ontploffen. Verder geldt dat wanneer zeer vluchtige reactieproducten niet kunnen ontwijken (zoals gasvormig CO2), een evenwichtsreactie waarbij dergelijke producten ontstaan, niet zal aflopen.

## Reflux bij destillaties
De term reflux wordt ook gebruikt in rectificerende ofwel gefractioneerde destillaties. Met reflux wordt dan bedoeld de verhouding tussen de hoeveelheid damp die terugvloeit in de destillatiekolf ten opzichte van de hoeveelheid destillaat, per tijdseenheid. Een discontinu werkend rectificatieapparaat bestaat uit een destilleerketel waarin de te destilleren vloeistof wordt verwarmd. Hierop is een kolom geplaatst. Deze kolom is aan de binnenzijde voorzien van geperforeerde platen, waarin de damp wordt gescheiden op basis van verschil in kookpunt. Het scheidende vermogen wordt bepaald door aantal platen. Voor een goede scheiding is een groot aantal platen nodig. Dit resulteert vervolgens in een zeer hoge kolom.
Om te voorkomen dat de kolom onhandelbaar hoog wordt gebruikt men tegenwoordig een werkwijze waarmee men met minder platen toch een goede scheiding kan verkrijgen. Men voert hiertoe een gedeelte van de in een condensor gecondenseerde damp, afkomstig van de bovenste plaat terug. Deze vloeistof noemt men reflux. De rest, het destillaat, wordt via een koeler, waarin de vloeistofwarmte gedeeltelijk wordt opgenomen, als product afgevoerd.
De hoeveelheid reflux wordt bij het proces zo groot dat de bovenste plaat deze niet meer kan bevatten. Het teveel stroomt nu via de overlooppijp op de eronder liggende plaat. Dit herhaalt zich op alle lager gelegen platen.
Het gevolg hiervan is dat de vloeistof op de platen van de kolom van boven naar beneden met de vluchtigste component wordt aangevuld. Hierdoor wordt de concentratie van de laagst kokende component (op de hoogste plaat) steeds op een hoge zuiverheid gehouden. Met minder platen kan men dan zodoende een voldoende zuiver destillaat verkrijgen.